# Lagoa d'Anta
Lagoa d'Anta is een gemeente in de Braziliaanse deelstaat Rio Grande do Norte. De gemeente telt 6.164 inwoners (schatting 2009).

## Aangrenzende gemeenten
De gemeente grenst aan Nova Cruz, Passa e Fica, Santo Antônio, São José do Campestre en Serrinha.